# Kamieniołom wapienia Nielepice
Kamieniołom wapienia Nielepice – nieczynny kamieniołom wapienia na granicy miejscowości Nielepice i Młynka w województwie małopolskim, w powiecie krakowskim, w gminie Zabierzów. Nazwa wskazuje na miejscowość Nielepice, faktycznie jednak kamieniołom znajduje się w obrębie dwóch miejscowości, przy czym większość jego powierzchni w granicach wsi Młynka.
Był to kamieniołom odkrywkowy stokowo-wgłębny eksploatowany na czterech poziomach przez Kopalnię Wapienia Nielepice Sp. z o.o. w Rudawie. Powierzchnia złoża wynosi 135 762,8 m², jego miąższość od 3,5 do 49,5 m, grubość nadkładu od 0 do 2 m. Złoże eksploatowane było od 1970 do 2015 roku. Wyrobisko kamieniołomu osiągnęło rozmiar około 200 m × 150 m. Wydobywane wapienie wykorzystywane były na potrzeby budownictwa na: bloki, kruszywo łamane, kruszywo do betonów, lastrika i tynki szlachetne, większość jednak do produkcji mączki wapiennej wykorzystywanej w rolnictwie. W 2001 roku wydobycie wynosiło 21 tysięcy ton. Wapienie przerabiano w zakładzie przeróbczym na miejscu. Poddawano je kruszeniu, mieleniu i sortowaniu. Najdrobniejsze frakcje o średnicy ziarna poniżej 2 mm mieszano z mączką dolomitową pochodzącą z Kopalni Odkrywkowej Dubie „”Libiąż” lub „Żelatowa”. Odpady eksploatacyjne (głównie glina z lejów krasowych) składowano na trzech hałdach poza obszarem wydobycia, w północno-wschodniej i północno-zachodniej części terenu kamieniołomu.
W wapieniach z kamieniołomu Nielepice występują liczne szczątki fauny kopalnej – amonity, belemnity i gąbki. Po zakończeniu eksploatacji teren kamieniołomu jest niedostępny; przy wejściach do niego zamontowano tabliczki z napisem: „Teren niebezpieczny. Zakaz wstępu".